# Protosialis brasiliensis
Protosialis brasiliensis là một loài côn trùng trong họ Sialidae thuộc bộ Megaloptera. Loài này được Navás miêu tả năm 1936.